# Orlando Duarte
Orlando Duarte Figueiredo, bekannt als Orlando Duarte, (* 18. Februar 1932 in Rancharia, Bundesstaat São Paulo, Brasilien; † 15. Dezember 2020 in São Paulo, Brasilien) war ein brasilianischer Sportkommentator und Sportjournalist.

## Leben
Als Kommentator und Reporter war er für 14 Weltmeisterschaften und 10 Olympische Spiele verantwortlich. Er war für die Fernsehsender Globo, Band, Gazeta, SBT und Cultura tätig und diverse Radiostationen. Zu den Sportzeitungen, für die er schrieb, zählten Gazeta Esportivo, O Tempo, Ultima hora.
2014 kommentierte er für Brasilien die Fußball-WM im eigenen Land.
Auch war er Autor von mehr als 30 Sportbüchern; so schrieb er eine Biographie über Pelé und über Olympische Spiele und galt als Vater der Sportgeschichte Brasiliens.
Seit 2018 litt er an der Alzheimerkrankheit. Er starb am 15. Dezember 2020 im Alter von 88 Jahren an den Folgen einer COVID-19-Erkrankung und hinterließ seine Frau und sechs Kinder.

## Publikationen (Auswahl)
- Pelé. O supercampeão. Makron Books, São Paulo 1993.
- Enciclopédia: todas as copas do mundo. Makron Books, São Paulo 1998, ISBN 85-34608873.
- História dos esportes. 6. Auflage. Senac, São Paulo 2019, ISBN 978-85-39605750.
- Na mesma sintonia. O rádio na vida e na obra de Orlando Duarte. Entrevista a Chico Barbosa. Senac, São Paulo 2008, ISBN 978-85-73597226.